# Alexandre Mercereau
Alexandre Noël Mercereau (né le 22 octobre 1884 à Paris et mort en 1945 à Gandelu) est un homme de lettres français, tour à tour critique d'art, mécène, marchand d'art, collectionneur, et commissaire d'exposition. Il fut étroitement lié au développement de l'art moderne.

## Biographie

### Origines
Né au 38 rue Gay-Lussac, Alexandre Noël est le fils de Pierre Hector Mercereau (1855-1928), médecin et juge de paix, et de Marie Charlotte Lacour.

### Ses débuts en littérature: l'Abbaye de Créteil
Il signe ses premiers textes « Eshmer-Valdor », pseudonyme qu'il abandonne rapidement. Il collabore à La Vie (dès décembre 1904), revue fondée par Jean Valmy-Baysse, dans laquelle on trouve déjà Charles Vildrac et René Arcos, et L'Œuvre d'art international. De 1907 à 1908, il participe à l'expérience de l'Abbaye de Créteil, villa communautaire en bord de Marne ouverte aux artistes, avec, entre autres, Albert Gleizes. Il est assez sévère sur cette expérience, qui, selon lui, tourna court, et publie après la Première Guerre mondiale un pamphlet, L'Abbaye et le bolchevisme (éd. Eugène Figuière), où il dénonce, entre autres, l'attitude de Charles Vildrac et de Georges Duhamel.

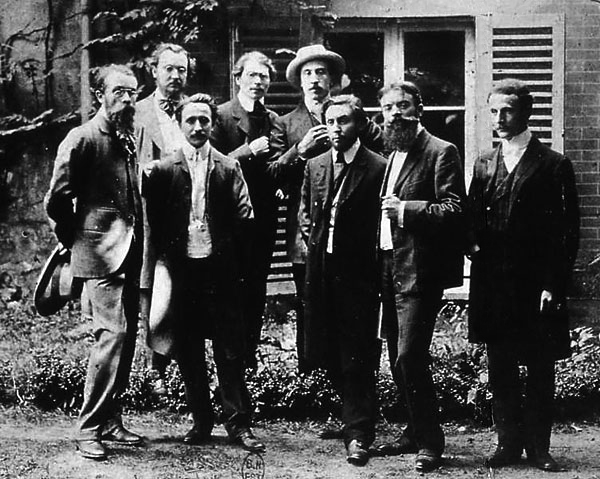
Les premiers membres de l’Abbaye de Créteil en 1907. Au premier plan en partant de la gauche : Charles Vildrac, René Arcos, Albert Gleizes, Henri-Martin Barzun, Alexandre Mercereau ; au second plan : Georges Duhamel, Berthold Mahn, Jacques d'Otémar (cliché Dornac).

### Le critique d'art — Moscou
En 1910 c'est lui qui est chargé de choisir les œuvres de peintres français représentées à l'exposition le Valet de Carreau à Moscou. Il connaissait l'art russe étant correspondant de la revue la Toison d'or.
La même année, il fonde à Villepreux, une « villa Médicis libre », inspirée par son expérience de l'Abbaye, et sous le patronage de la fondation de Georges Bonjean. Y résident André Lhote, Raoul Dufy, Jean Marchand. À la même époque, le poète hollandais Fritz-René Vanderpyl est l'un de ses intimes.
Il entame une collaboration avec la revue de Paul Fort et André Salmon, Vers et prose, jusqu'en 1914.
En 1911, il rencontre le sculpteur espagnol Julio González et devient dès lors son agent. Jean Metzinger publie un ouvrage sur Mercereau.

### Le Jardin de Jenny
Créée sous l'impulsion d'Eugène Figuière et d'Alexandre Mercereau en août 1910 à l'adresse du 7 rue Corneille, l'œuvre de charité « Le Jardin de Jenny » — nommé ainsi d'après le roman populaire Jenny l'ouvrière (1890) de Jules Cardoze, lui-même inspiré de la romance éponyme composée en 1850 par Étienne Arnaud sur des paroles d'Émile Barateau — distribue aux femmes ouvrières des bas quartiers de Paris, grâce à des dons, des bulbes à fleurs, de la terre, des pots, des statuettes, des places de théâtre afin de fleurir leurs fenêtres et d'apporter un peu de joie en leur foyer. Sont entre autres membres de cette association : Paul Fort, Albert Gleizes, Henri Le Fauconnier, René Arcos, Georges Bonjean, Émile Derré, André Warnod,. Cinq défilés de chars sont organisés de 1910 à 1914.

### Première Guerre mondiale
Panceltique et profondément pacifiste[réf. nécessaire], Alexandre Mercereau, mobilisé, refuse de combattre. Au début du conflit de la Première Guerre mondiale, il explique à son état major, qu'il lui est impossible de tenir une arme, encore moins pour tuer un homme. Versé au  366e régiment d'infanterie, il reçoit alors le poste de brancardier sur le front de Verdun (1915) et est cité deux fois.
Ses faits d'armes, sans arme, lui valent le grade de sergent-téléphoniste. En mai-juin 1917, il est blessé par un tir d'obus au mont Cornillet. Il reçoit une troisième citation, puis la Médaille militaire et la Croix de guerre. Il est reconnu invalide au taux de 40 % en raison des gaz qui abîmèrent gravement ses poumons, ainsi qu'aux bombardements qui le rendirent à moitié sourd.

### L'après guerre — AffairePrincesse X(1920)
Princesse X est une sculpture en bronze poli réalisée par Brancusi en 1916 se présentant sous la forme d'un phallus stylisé à partir de plâtres conçus l'année précédente. Du fait de sa forme suggestive, elle fut refusée au « Salon d'Antin » — situé dans l'hôtel particulier de Paul Poiret – organisé par André Salmon en 1916, et au Salon des indépendants en 1920. Le scandale fut également du côté des artistes et de certains critiques qui dénoncèrent cette censure : une importante pétition fut lancée par Marcel Duchamp, Fernand Léger et Alexandre Mercereau, donc.

### Les causeries
En septembre 1924, il commence une série de conférences-cabaret organisées au premier étage du Caméléon, au 241 boulevard Raspail, qu'il baptise l'« Université Alexandre Mercereau » ; durant trois ans, s'y produisent de nombreux artistes et penseurs — tels Ricardo Viñes ou André Ibels,.

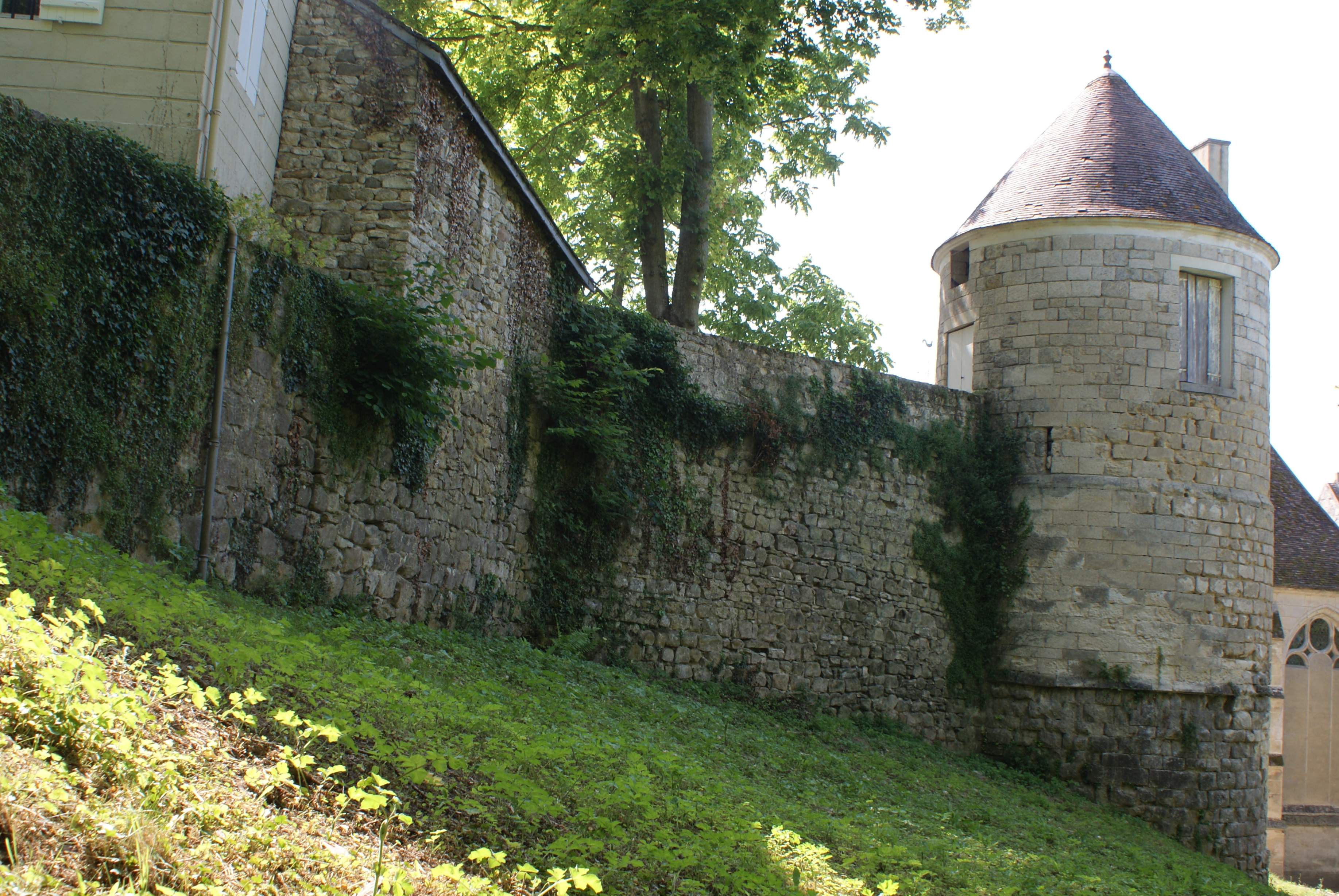
Le château de Gandelu, propriété d'Alexandre Mercereau de 1925, jusqu'à sa mort en 1945.

Le 9 juillet 1925, domicilié au 88 boulevard de Port-Royal, il épouse Alice Germaine Narbonne, âgée de 29 ans, à la mairie du 5e arrondissement de Paris, avec pour témoins l'éditeur Eugène Figuière et l'architecte Albert Verdot.
À compter de 1925, il est propriétaire du château de Gandelu (dans l'Aisne) et y reçoit en ami Fernand Pinal, entre autres, peintre dont la vie est attachée à ce village. Ses descendants sont toujours propriétaires du domaine.
En octobre 1930, il lance une nouvelle revue, L'Alliance littéraire, chez Figuière, avec Raymond Offner ; il y eut onze numéros.
Mercereau meurt à Gandelu au début de l'été 1945 : au même moment, sont publiés La Terrasse du Luxembourg (éditions Fayard), les souvenirs d'André Billy qui dressent un intéressant portrait du critique du temps de sa jeunesse.

## Œuvre

### Commissaire d'expositions

#### Expositions de l'Abbaye de Créteil, 1907 et 1908

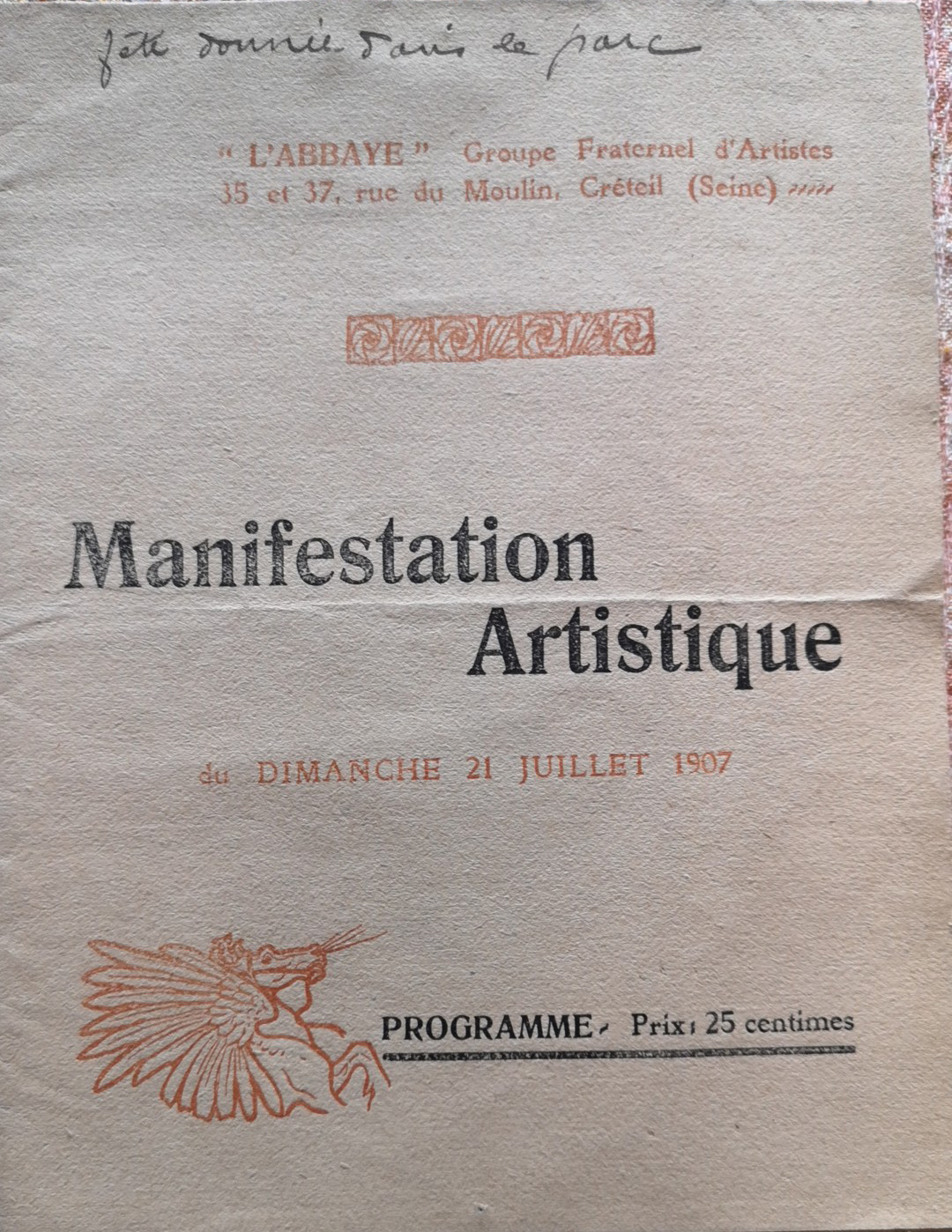
Programme de la 1re exposition de l'Abbaye de Créteil.

Alexandre Mercereau est cofondateur de l’exposition qui ouvre dans le parc du phalanstère de l'Abbaye de Créteil, le 21 juillet 1907. Elle accueille des peintres et graveurs tels que Umberto Brunelleschi, Eugène Charvot, Henri Doucet, Albert Gleizes, Élisabeth Krouglikoff, Berthold Mahn, Jacques d'Otémar et Gabriel Pinta. Deux sculpteurs sont également présents : Maurice-Edme Drouard et Constantin Brancusi,.
La seconde exposition de L'Abbaye de Créteil, qui aurait dû avoir lieu dans son parc, se déroule, à la suite de difficultés financières, dans une salle de location à Paris, au 49 rue Laffitte. Elle se tient du 15 janvier au 8 février 1908 et accueille à nouveau peintre et graveurs (Umberto Brunelleschi, Henri Doucet, Tigrane Essaïan, Albert Gleizes, Krouglikoff, Maurice Robin, Blanche Ory-Robin et Louis Triquigneaux) ainsi que des sculpteurs (Naoum Aronson, Constantin Brancusi, Maurice-Edme Drouard, Jean de Sczezpkowski et Geo Printemps).

#### Exposition Valet de carreau, Moscou 1910
Valet de Carreau (en russe : Бубновый валет) est un mouvement pictural moscovite des années 1910-1913, dont les buts reposent sur l'interprétation des leçons de Paul Cézanne et du postimpressionnisme français, du fauvisme et de l'expressionnisme allemand du Blaue Reiter (Le Cavalier bleu). Il fut, pendant deux ans, le mouvement phare de l'avant-garde russe. C'est aussi le nom de l'exposition organisée par les aveniristes, Bourliouk et Larionov, en 1910, et qui fut à l'origine du mouvement. Elle fut suivie d'autres expositions du même nom jusqu'en 1916.
Alexandre Mercereau y fut chargé de sélectionner la section française.
Camilla Gray signale que ce fut Alexandre Mercereau qui organisa la section française de la 1re exposition du Valet de Carreau, liant les futurismes italiens et russes.
À la suite des traités de Filippo Tommaso Marinetti de plus en plus antisémites, Alexandre Mercereau, qui accueillit le futurisme avec enthousiasme, s'éloigne de son principal promoteur.

#### L'Armory Show, The International Exhibition of Modern Art, 1913
L'« Armory Show » (officiellement The International Exhibition of Modern Art) est une exposition internationale d'art moderne organisée par l'Association des peintres et sculpteurs américains (Association of American Painters and Sculptors), qui s'est tenue à New York du 17 février au 15 mars 1913. Alexandre Mercereau y envoya le sculpteur Constantin Brancusi via son réseau outre atlantique dont Walter Pach.

#### Exposition de Prague,45° Vystava Moderniho Umeni, 1914
L'exposition tenue à Prague au Pavillon du jardin Kinsky de février à mars 1914 a marqué un moment important dans l'histoire de l'art moderne, avec Alexandre Mercereau en tant que commissaire d'exposition. Sa sélection d'artistes a contribué à présenter une gamme diversifiée de talents émergents et établis, offrant ainsi aux visiteurs une expérience artistique riche et stimulante. Parmi les artistes sélectionnés par Mercereau pour cette exposition figurent des figures majeures de l'art moderne telles que Robert Delaunay, Raoul Dufy, Albert Gleizes, Jean Metzinger, Piet Mondrian, Diego Rivera et Constantin Brancusi, ainsi que d'autres talents prometteurs de l'époque. Cette liste impressionnante témoigne de la vision de Mercereau et de son engagement envers la promotion de l'avant-garde artistique. La fin de l'exposition a été marquée par un geste généreux de la part de Constantin Brancusi envers Mercereau. Pour le remercier de son travail en tant que commissaire d'exposition, Brancusi lui a offert l'une de ses sculptures exposées, Le Baiser, en plâtre. Aujourd'hui, cette œuvre est une partie précieuse de la collection du Nasher Sculpture Center, témoignant de la reconnaissance et de l'estime que Mercereau a suscitées dans le monde de l'art moderne,.

### Écrits publiés

#### Poésies
- [Eshmer-Valdor], Les Thuribulums affaissés, Paris, éditions de la revue "La Vie", 1905, Prix des Vacances du poète par référendum public, lire en ligne sur Gallica

#### Nouvelles, contes, légendes imaginaires
- [Eshmer-Valdor] Gens de là et d'ailleurs : gens de la terre, gens de la ville, gens de Paris, 1907, prix Balzac SGDL, lire en ligne sur Gallica
- Contes des ténèbres, Paris, Eugène Figuière, 1911, couverture illustrée par Albert Gleizes
- Séraphyma, 1922, bois de Gaspard Maillol
- La Conque miraculeuse, 1922, bois d'Albert Gleizes
- Une histoire merveilleuse, 1928, lire en ligne sur Gallica
- Le Crime du parc Monceaux, 1930
- Un saint au bagne[Où ?]

#### Études, critiques
- Fondation Franz-Jourdain
- Société des gens de lettres France : Henri Matisse, Moscou, 1907
- Société des gens de lettres France : Adolphe Monticelli, Moscou, 1908
- La Littérature et les idées nouvelles, 1912, lire en ligne sur Gallica
- [avec Philippe Norard et Marcel Laurent], La paix armée et le  problème d'Alsace dans l'opinion des nouvelles générations françaises, 1912.
- André Lhote , 1921
- František Kupka, 1922
- À propos de Salon d'automne : Toutes les écoles d'art moderne, 1922
- L'Abbaye et le Bolchevisme, « Bibliothèque d'histoire littéraire », Collection « Créer », Paris, Eugène Figuière, 1922.

#### Essais
- Paroles devant la vie : la vie, le poète, la fiancée, la femme enceinte, la mère, soi-même, la demeure, la mort, 1913
- Évangile de la bonne vie, 1919
- Un petit bréviaire des fiancés, E. Figuière, 1920
- Un petit bréviaire de la mère, E. Figuière, 1920
- Les pensées choisies d'Alexandre Mercereau, 2 tomes, 1922-1935